# Franz Brasser

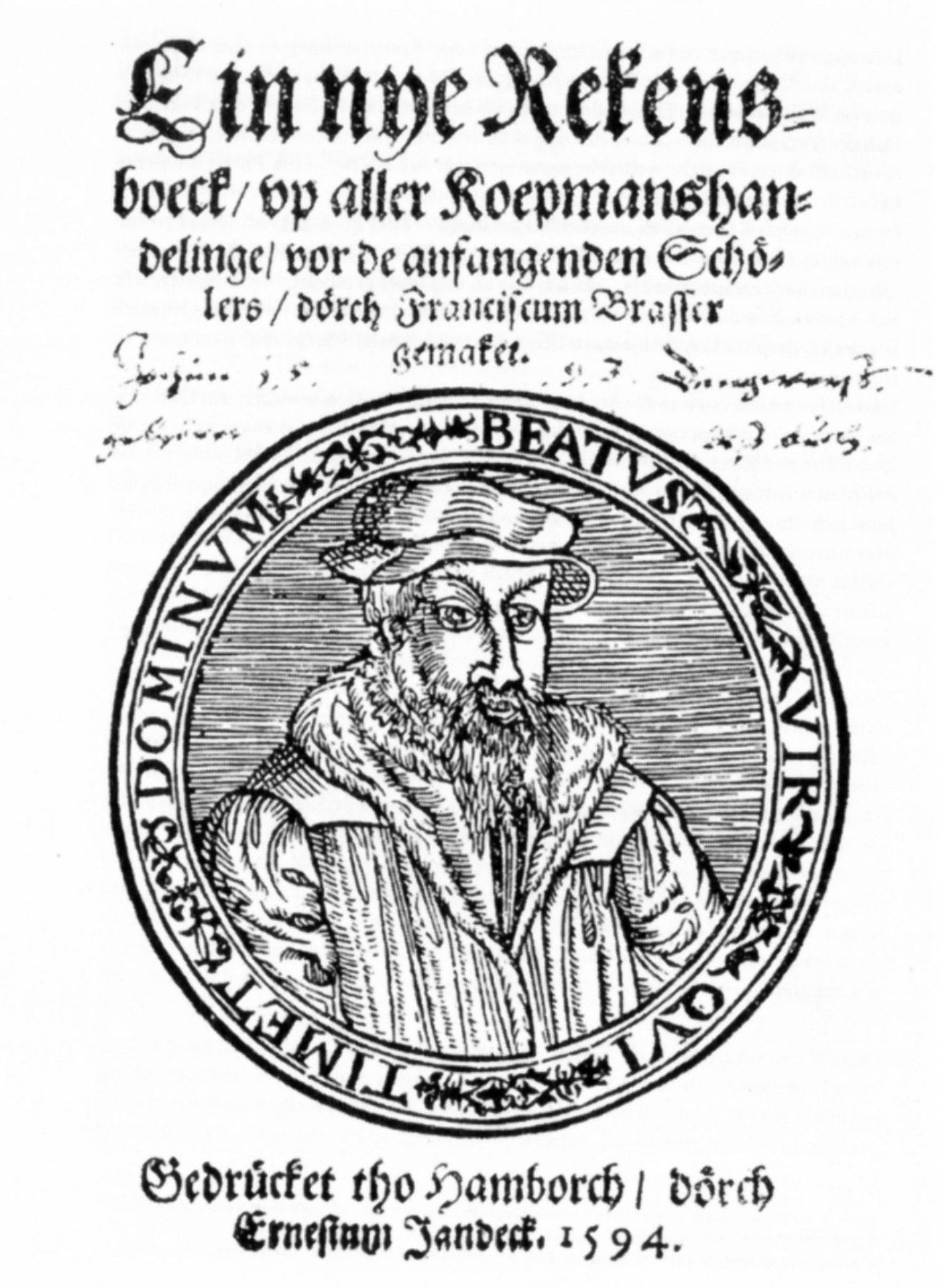
Franz Brasser

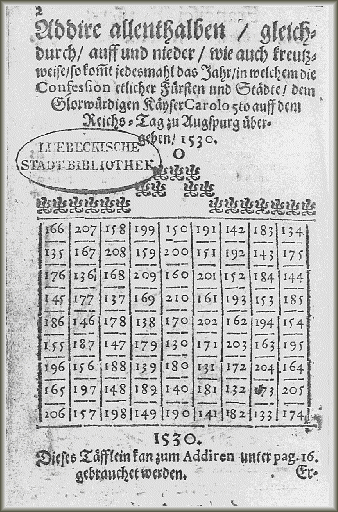
Magisches Quadrat aus Brassers Rechenbuch

Franz Brasser (* um 1520; † 22. März 1594 in Lübeck) war ein Schreib- und Rechenmeister in der Hansestadt Lübeck.

## Leben
Er war Gründer und Leiter der erfolgreichsten deutschen Schule (im Gegensatz zur Lateinschule, dem Katharineum zu Lübeck) in Lübeck. Bei der Gründung der Schulmeisterzunft 1558 wurde er einer der beiden Ältesten und Inspektor aller deutschen Schulen in der Stadt. Über zwanzig Jahre lang war er zugleich Werkmeister der Katharinenkirche.
Franz Brasser ist Verfasser eines zuerst 1552 in Mittelniederdeutsche Sprache in Lübeck bei Johann Balhorn gedruckten Rechenbuches für Kaufleute mit dem Titel Arittmetica edder Rekenboek up alle Koepmannshandling. Es erschien in vier Auflagen. Das Mittelniederdeutsche war zu dieser Zeit noch zusammen mit dem sehr nah verwandten Mittelniederländisch die Lingua franca der Hanse zwischen Flandern und dem gesamten Ostseeraum. Brassers Werk wurde bald darauf in das Hochdeutsche übersetzt und erlebte in dieser Fassung bis 1710 mehr als 15 Auflagen. Der Bremer Rechenmeister Otto Wesellow übersetzte es in die Lateinische Sprache, diese Übersetzung wurde ebenfalls mehrfach neu aufgelegt. Im Vorwort der lateinischen Übersetzung wird Brasser als „Lehrer von ganz Sachsen und den deutschen Seestädten“ hervorgehoben. Insgesamt sind 44 Ausgaben überliefert, von denen bisher 26 auch bibliographisch nachgewiesen werden konnten.
Das einzige authentische Porträt Brassers findet sich in der Hamburger Ausgabe von Ein nye Rekensboeck von 1594; alle Bildnisse in späteren Auflagen sind nicht authentisch.

## Werke
- Eyn nie || vnde Wolge=||gruendet Reekensbock/|| vp der Linien vnnde Ziferen/ vp allerleye || Koepmans handelin=||ge Doerch Franciscum || Brasser/ Reekenmeister || tho Luebeck/ allen leff=||hebbern duesser kunst/ tho gude gerekent vnd gemaket/|| Lübeck: Johann Balhorn 1552 (VD16 B 7112)
  - Ausgabe Hamburg 1602; Digitalisat des Exemplars der Bayerischen Staatsbibliothek: urn:nbn:de:bvb:12-bsb10290506-9
- Lateinische Ausgabe: Arithmetica Francisci Brasseri … / Ab Ottone Wesellow Ex Germanica in Latinum sermonem versa, atq[ue] in lucem edita. Hamburg: Carstens 1622
- Hochdeutsche Ausgabe: Kurtzes wolgegründetes Rechen-Büchlein/ Auff Kauffmanns-Handlungen gerichtet/ und für die anfangende Schülers verfertiget / durch Franciscum Brasser/ weyland berühmten Schreib- und Rechenmeister in Lübeck. So abermahl auffs neu mit Fleiß corrigiret/ und neben die/ von Herr Joachim Kron resolvirten Regula Falsi … sammt dessen angehängten Polygonal, Pyramidal und Columnar-Auffgaben anitzo mit beygefüget die Resolvirung derselben/ nebenst Erklärung etzlicher Polygonal- und Proportional-Zahlen. Hamburg: Völckers, Neumann 1693
- Ein Newe Rechens-Buch Auff alle Kauffmans-Handelunge, für die anfangende Schülers. Lübeck 1663 (Digitalisat)